# (4205) David Hughes
(4205) David Hughes est un astéroïde de la ceinture principale aréocroiseur.

## Description
(4205) David Hughes est un astéroïde aréocroiseur. Il présente une orbite caractérisée par un demi-grand axe de 1,73 UA, une excentricité de 0,15 et une inclinaison de 16,5° par rapport à l'écliptique.

## Compléments